# Danmarks Skiforbund
Danmarks Skiforbund (kurz DSkiF) ist der nationale Dachverband des Skisports in Dänemark mit Sitz im Idrættens Hus (Haus des Sports) in Brøndby. Im Jahr 2011 hatte der 1938 gegründete Verband über 12.100 Mitglieder, davon rund 5.200 Frauen und 7.000 Männer, die in 68 Vereinen aktiv waren. Der Verband veranstaltet jedes Jahr nationale Meisterschaften im Skilanglauf, Rollski, Ski Alpin, Snowboard, Telemarken und Freestyle-Skiing. Vom DSkiF betreute Nationalmannschaften gibt es für den alpinen Skisport, die von der staatlichen Elitesport-Organisation Team Danmark unterstützt wird, sowie für Langlauf, Rollski und Telemarken. Das Team Freestyle, bestehend aus Snowboardern und Freestyle-Sportlern, betreibt Wettkampf- als auch Showsport.
Danmarks Skiforbund ist seit 1939 einer von heute rund 60 Sportfachverbänden des dänischen Sportverbandes, Danmarks Idræts-Forbund, und Mitglied des internationalen Skiverbandes Fédération Internationale de Ski. 

## Geschichte
Vertreter von Skiklubs aus Aarhus und Kopenhagen sowie der dänischen Skiläufervereinigung, Dansk Skiløberforening, trafen sich 1938 zur Gründung von Danmarks Skiforbund. Von 1942 bis zur Ausgliederung der Orientierungsläufer 1950 hieß der Verband Dansk Ski- og Orienteringsforbund.
1999 wurde als eigenständige Abteilung die Sportschule Den Danske Skiskole gegründet, in Kooperation mit Danmarks Skiforbund, Danmarks Idrætsforbund und der Trainerorganisation Danish Association of Professional Ski Instructors (DAPSI).